# Lithobates montezumae
Lithobates montezumae är en groddjursart som först beskrevs av Baird 1854.  Lithobates montezumae ingår i släktet Lithobates och familjen egentliga grodor. IUCN kategoriserar arten globalt som livskraftig. Inga underarter finns listade i Catalogue of Life.